# Jan Ellerås
Jan Elis Christer Ellerås, född 6 november 1946 i Göteborgs Kristine församling, död 11 januari 2023 i Johannebergs församling, var en svensk radioproducent, journalist och programledare, främst verksam vid Sveriges Radio i Göteborg.
Han inledde sin yrkesbana inom radio år 1971, med ett program i ungdomsradion om discjockeyer. Därefter var han programledare för en rad olika underhållnings- och musikprogram inom Sveriges Radio, bland andra Howdy, I afton dans och Radioapparaten.
Före sin radiokarriär var Jan Ellerås mellan 1966 och 1969 artist, som gitarrist och sångare i gruppen Janssons frestelse.